# 4-硝基苯甲腈
4-硝基苯甲腈是一种有机化合物，化学式为C7H4N2O2。它可由4-硝基苯甲醇的氨氧化反应制得，或由4-硝基溴苯和氰化钠在钯催化下反应得到。它可以被水合肼或硼氢化钠还原为4-氰基苯胺。